# Gornji Kosinj
Gornji Kosinj falu Horvátországban Lika-Zengg megyében. Közigazgatásilag Perušićhoz tartozik.

## Fekvése
Otocsántól légvonalban 17 km-re közúton 32 km-re délre, községközpontjától légvonalban 12 km-re közúton 20 km-re északnyugatra az Északi-Velebit keleti lejtői alatt a Lika folyó bal partján fekszik.

## Története
Kosinj területe a Lika egészéhez hasonlóan már a történelem előtti időkben is lakott volt. Erről tanúskodnak a különböző helyeken előkerült újkőkori használati tárgyak. Az illír törzsek északnyugati irányból hatoltak be az ország területére és erre a vidékre a japod nevű törzsük telepedett le. Az i. e. 4. században a kelták harcias népe érkezett ide és az itt élő illírekkel harci szövetséget kötöttek. A rómaiak azonban már nem kímélték az őslakosokat és leigázták őket. A falu közelében a Begovača forrásnál található a 4. századi a római kori latin feliratos kő, amely az Ortoplin és Parentin nemesi birtokok közötti határt jelöli.
A római uralmat követően a 7. században szlávok érkeztek erre a vidékre. A középkorban területe a bužanai zsupánsághoz tartozott (székhelye valahol Oteš és Ostrvica között a mai Aleksinice falu környékén volt), ezen belül a Lika alsó folyásának a mellékét a horvát okiratokban „Bočaći” néven említik. Nevét valószínűleg „Bočaj” (magyarul Bocsác) egykori váráról kapta, melynek romjai Donji és Gornji Kosinj között egy 660 méter magas hegyen találhatók. Bočajt egykor Kosinjgradnak (magyarul Koszinj várának) is nevezték, melyről egykori birtokosai a Koszinji (Kosinjski) nevet viselték. Egy 1461-es latin nyelvű oklevél említi Koszinji Lászlót („Lascho de Kosin”), majd 1484-ben Koszinji Jánost (Ivan Kosinjski) is. Koszinj várát Frangepán Hans (Anž) gróf 1489-ben vette hét évre Koszinji Györgytől zálogba, majd 1499-ben a hozzá tartozó falvakkal együtt végleg meg is szerezte. Arról, hogy ebben az időben Koszinj környékén több falu is volt Glavinics Sebestyén zenggi püspök számol be, amikor 1696-ban azt írja, hogy Koszinj körül „hét templom romja látható, amelyekben egykor a nép Istent dicsérte”. Köztük egy pálos kolostor romjait is látta. Glavinics azt is megemlíti, hogy Koszinjban Frangepán Hans gróf idejében nyomda is működött, ahol egyházi könyveket nyomattak a horvát papok számára. Valószínűleg Koszinj környékén állt a Szent Mária Magdolna ispotály is, amelyet Kurjakovics Pál horvát bán 1411-ben a rokonaival kötött egyezség alapján Hrvaćani faluban levő mind az öt birtokával együtt a gačkai és a bužanai zsupánság határán fekvő Szűz Mária plébániatemplomnak adományozott.
1522-ben Hasszán mosztári pasa támadása során Koszinj vára is súlyos károkat szenvedett. Megkezdődött a horvát lakosság menekülése a Magyar Királyság biztonságosabb területeire. A következő három évben a terület lényegében lakatlanná vált. 1527-ben a vidék több mint százötven évre török megszállás alá került. A muzulmánokkal együtt pravoszláv vallású vlachok telepedtek itt le. 1689-ben a terület felszabadult a török uralom alól és a szabaddá vált területekre katolikus horvátok és pravoszláv vlachok települtek. Ezért gróf Jozef Rabata generális a Krajina katonai parancsnoka komisszárt küldött Kosinjba, hogy a horvátok és a vlachok közötti zűrzavart szüntesse meg. 1696-ban Glavinics püspök azt írja, hogy három falu található itt, melyeket a Lika vize választ el egymástól. A felső faluban 40 ház van, melynek lakói Kranja határvidékéről (a mai Gorski kotar) érkezett horvátok.
A középső faluban vlachok laknak, majd a harmadik falu 40 szesszióján ismét horvátok. Ezek nem férnek össze a vlachokkal, akik fenyegetőznek hogy a vitát fegyverrel oldják meg, ha a katolikusok továbbra is bitorolják azt ami jog szerint az övék. A harc száz katolikus és ötszáz vlach között zajlik, akik közül százötven kitűnő katona. Donji- és Gornji Kosinjnak egyetlen temploma volt ahol az istentiszteletet a katolikus és a pravoszláv szertartás szerint is egyetlen pap, Nikola Uzelac látta el aki megpróbált békét teremteni. Ez időleges megoldás volt, mert még abban az évben zenggből megérkezett a katolikus plébános Vuk Vlatković személyében. Glavinics megemlíti, hogy Gornji Kosinjban templomot építettek Páduai Szent Antal tiszteletére, Donji Kosinj temploma pedig eredetileg Szent Jeromos az „illírek védőszentje” tiszteletére volt szentelve. Ez a templom már 1700-ban épült fel előbb fából, majd később kőből. A plébánia székhelye Gornji Kosinjban volt, de Donji Kosinjban is volt pap aki káplánként a szomszédos Kuterevót is ellátta.
A plébániának 1752-ben 424 híve volt. 1765-ben a határőrvidékek átszervezése után az otocsáni ezred egyik századának Gornji Kosinj lett a székhelye. 1826-ban itt nyílt meg előbb a népiskola is. 1834-ben a donji kosinji iskola is megnyitotta kapuit. A katonai határőrvidékek megszüntetésével 1872-ben Donji Kosinj lett a községközpont. Gornji Kosinj falunak 1857-ben 806, 1910-ben 1407 lakosa volt. A trianoni békeszerződés előtt Lika-Korbava vármegye Perušići járásához tartozott. Ezt követően előbb a Szerb-Horvát-Szlovén Királyság, majd Jugoszlávia része lett. 1991-ben lakosságának 97 százaléka horvát nemzetiségű volt. 1991-ben a független Horvátország része lett. 2011-ben 130 lakosa volt, akik főként állattartással és földműveléssel foglalkoztak, de sokan dolgoztak a közeli vízierőműben is.

## Lakosság
| Lakosság változása | Lakosság változása | Lakosság változása | Lakosság változása | Lakosság változása | Lakosság változása | Lakosság változása | Lakosság változása | Lakosság változása | Lakosság változása | Lakosság változása | Lakosság változása | Lakosság változása | Lakosság változása | Lakosság változása | Lakosság változása |
| ------------------ | ------------------ | ------------------ | ------------------ | ------------------ | ------------------ | ------------------ | ------------------ | ------------------ | ------------------ | ------------------ | ------------------ | ------------------ | ------------------ | ------------------ | ------------------ |
| 1857               | 1869               | 1880               | 1890               | 1900               | 1910               | 1921               | 1931               | 1948               | 1953               | 1961               | 1971               | 1981               | 1991               | 2001               | 2011               |
| 806                | 2.081              | 2.176              | 1.397              | 1.409              | 1.407              | 1.162              | 1.211              | 1.076              | 969                | 848                | 775                | 562                | 344                | 192                | 130                |

## Nevezetességei
- Páduai Szent Antal tiszteletére szentelt római katolikus temploma[4] 1692-ben a török kiűzése után épült. Egyhajós épület sokszögletű szentéllyel, sekrestyével és a homlokzat előtti harangtoronnyal. Berendezésének értékei a klasszicista faragott padok és a román stílusban kőből faragott, emberfejjel díszített szenteltvíztartó. Különösen szép a Szűz Mária és a Szent Márton oltár. A templom különlegessége az oltárkép mögött található Jézus Szíve szobor. Harangtornyát 2002-2003-ban megújították. Orgonája Jan Tuček cseh orgonaépítő mester műhelyében készült. A templom falán emléktábla található, mely az első horvát nyelvű nyomtatott könyv a kosinji breviárium 500. évfordulójáról (1483 – 1983) emlékezik meg. A plébánia anyakönyveit 1735-óta vezetik.
- Gornji Kosinj település déli részén, a Jelar-hegy alatt, a Bakovac-patak túloldalán található a Szent Anna-kápolna.[5]  Egyhajós épület, téglalap alakú szentéllyel és homlokzatán, az  oromzaton épített harangtoronnyal. A kápolna 12,7 x 8,2 méter méretű, kőből készült cinktóriummal körülvéve. A templomhajó síkmennyezetű, két pár szimmetrikusan elhelyezett ablaknyílással, a szentély pedig egy ablakpárral van megvilágítva. Fennmaradt a hajó és a szentély eredeti kőburkolata. A főhomlokzatot egy kőkeretes, zárókőben végződő portál tagolja. Kápolnát a régi dokumentumok középkori eredetűnek írják le. 1733-ban a Szent Antal plébániatemplom filiája volt. 1905-ben teljesen újjáépítették, ekkor kapta a historikus jellegzetességeit.
- A közeli Bakovac területén a középkorban falu állt, mely egy bužanai nemesi család a Ljupčoćok birtoka volt. Templomának romjain három glagolita feliratos kőtáblát és a Frangepán család egyik tagjának sírkőlapját találták meg. Mai Szent Vid kápolnájának homlokzatán rusztikus kivitelezésű lunetta található, ide van befalazva az egyik feliratos kőtábla és a régi templomból 1517-ből származó Frangepán sírkőlap.
- Bakovac felett a Begovača forrásnál található a 4. századi a római kori latin feliratos kő, amely az Ortoplin és Parentin nemesi birtokok közötti határt jelöli.
- A falu közelében található a Sarlós Boldogasszony zarándokkápolna.
- Védett műemlék a Krš településrészen, a Perušić és Otočac felé vezető ősi úton található kőhíd,[6] mely 1935 és 1936 között épült Milivoj Frković építőmérnök tervei alapján, a régi fahíd közvetlen közelében. A hídat 18 méteres ívek, és a pillérek feletti kör alakú nyílások jellemzik. A kosinji híd a 20. század hídépítésnek egyik legértékesebb példája. Harmonikus arányaival és rendkívül esztétikus kialakításával harmonikusan illeszkedik a környező tájba.